# Mantodee
Mantodeele (Mantodea) sau mantoideele (Mantoidea) sau călugărițele este un ordin de insecte prădătoare mari cu capul triunghiular foarte mobil, dotat cu doi ochi mari și trei oceli, aparatul bucal de tip masticator, toracele alungit și prevăzut cu picioare lungi, cele anterioare fiind prehensile, special adaptate pentru prins și apucat prada, abdomenul lung, format din 11 segmente, terminat cu doi cerci scurți. Trăiesc mai ales în regiunile tropicale. Le place lumina și soarele, unde mișună multe insecte cu care se hrănesc și pe care le prind cu multă agilitate, distrugând cantități mari, căci sunt lacome. Au colorații diverse, unele imitând frunzele și florile pe care stau.

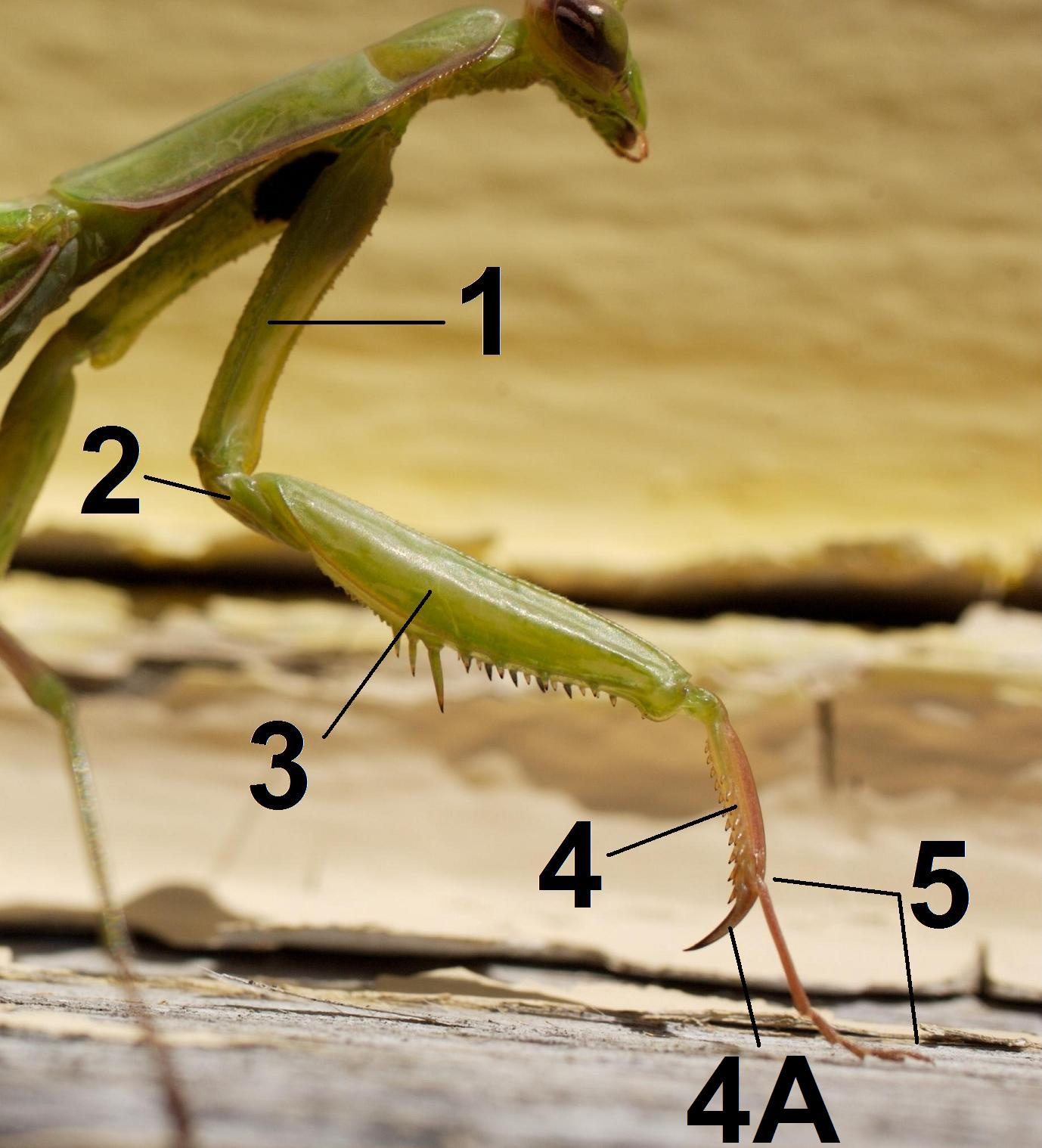
Piciorul anterior al călugăriței
1. coxă
2. trohanter
3. femurul cu dinți ascuțiți
4. tibie cu dinți ascuțiți
4A. gheara de pe tibie
5. tars